# Jātaka

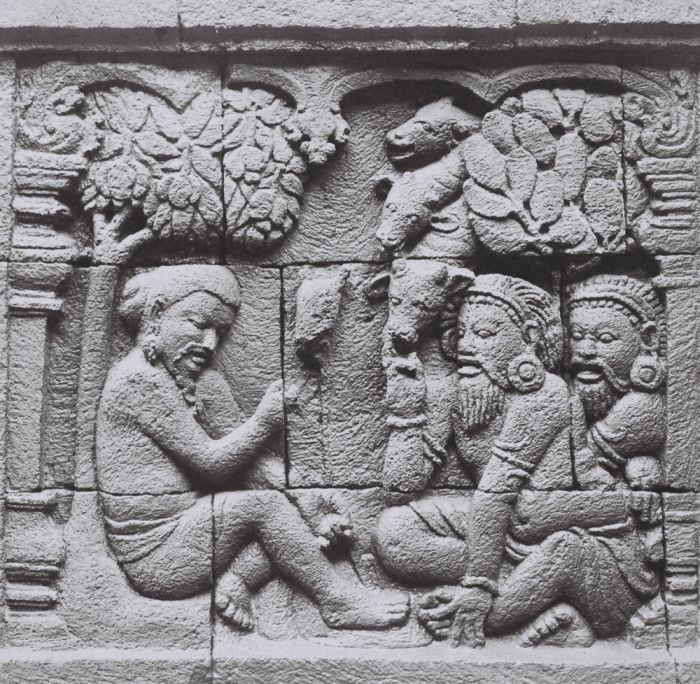
Bassorilievo di Borobudur, VIII secolo, rappresentante il jātaka Maitrabala

I Jātaka (devanāgarī: जातक), o vite anteriori del Buddha (da jāti, vite anteriori) sono una raccolta di 547 storie di altrettante vite anteriori del Buddha storico contenute nella sezione Khuddaka Nikaya del Sutta Piṭaka del Canone pāli del Canone buddista.
La versione attualmente conservata nel canone risale alla compilazione anonima singalese del V secolo intitolata Jātakaṭṭhavaṇṇanā che esplicitamente si rifà a una tradizione orale più antica, risalente alla recitazione avvenuta nel corso del primo concilio buddista.
La conferma dell'antichità delle storie contenute nei Jātaka è sia diretta che indiretta: precedenti, infatti, la stesura attualmente conservata sono i bassorilievi di Sanchi del I secolo, che rappresentano i medesimi jātaka; così come le analoghe pitture murali nelle grotte di Ajanta del II secolo. Indirettamente, invece, la maggiore antichità del testo, rispetto alla stesura del V secolo, si evince dalla lingua e dal contenuto stesso dei jātaka, dall'ambientazione e dai dati sociali e politici intrinseci all'opera stessa, che la fanno datare al IV/V secolo a.C..

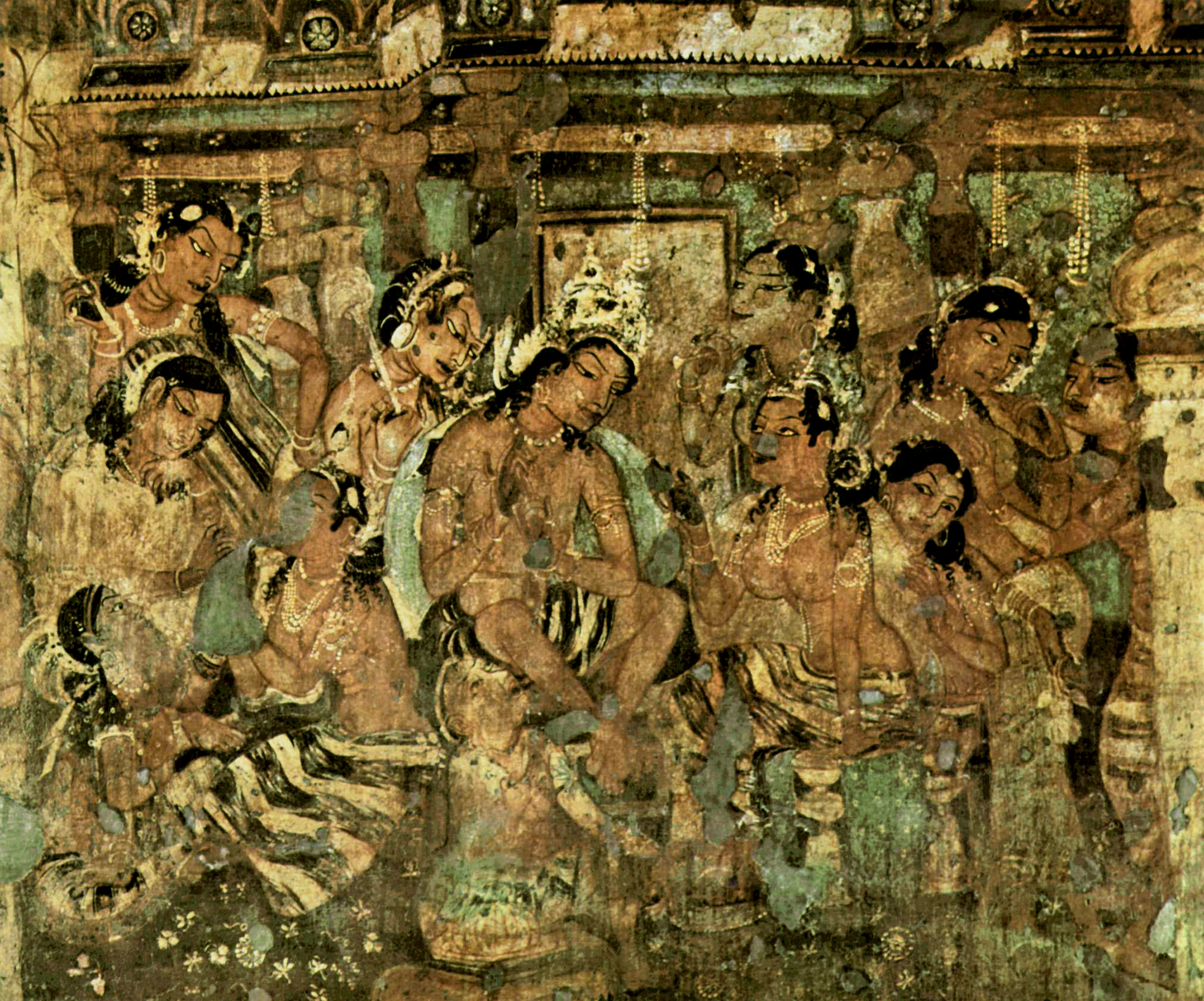
Affresco del jātaka 539 ad Ajanta, II secolo

## Il contenuto
I jātaka non hanno alcun legame cronologico gli uni con gli altri e sono presentati in ordine di crescente lunghezza del testo. Il Buddha compare talora come personaggio principale, ma spesso come figura secondaria rispetto alla vicenda, o persino come semplice testimone. Le figure in cui rinasce sono di volta in volta umane, delle più disparate condizioni sociali, o animali.
Dèi, uomini e animali nei jātaka colloquiano in ambienti reali, principalmente nelle città lungo il Gange, ma in tempi indicativamente remoti senza ulteriori specificazioni (tipico l'incipit: "un tempo, quando a Benares governava Brahmadatta...").
Dopo una introduzione, in cui si specifica l'occasione in cui il Buddha narrò la storia, inizia il jātaka vero e proprio, per concludersi con la delucidazione di chi siano i personaggi nascosti dietro le varie figure letterarie (oltre al Buddha compaiono anche altri suoi discepoli o altre persone coeve).
Il linguaggio popolare, narrativo fresco e vivace, i ritratti degli animali e delle varie figure professionali, delineate con le caratteristiche loro proprie, resero la lettura e la recitazione dei jātaka una componente estremamente popolare del buddismo, tanto da dare origine a numerosi apocrifi che continuarono a proliferare per secoli dopo la predicazione stessa del Buddha.
I valori morali di cui i jātaka si fanno portatori sono quelli del messaggio buddista: la compassione, l'altruismo, la sincerità, divenendo una sorta di trasposizione pratica ed esemplare dell'insegnamento contenuto nel Nobile Ottuplice Sentiero, nonché una dimostrazione del funzionamento del karma attraverso le diverse rinascite che conducono il Buddha fino alla sua ultima rinascita come Gautama.

## Traduzioni
Il grande successo che ebbero i jātaka portarono a numerose traduzioni in lingue locali in tutti i paesi in cui si diffuse il buddismo. In India, verso il III/IV secolo Ārya Śūra tradusse, in un sanscrito estremamente colto, 34 jātaka in una raccolta intitolata Jātakamālā (Ghirlanda delle nascite) 

Nel 251 il monaco sogdiano Kāng Sēnghuì tradusse in cinese il Śatparamita samgraha sūtra (come: 六度集經, Liùdùjí jīng o Sūtra sulla Raccolta delle Sei Perfezioni, T.D. 152) contenente 91 jātaka.

I Jātaka furono all'origine dell'interesse di Michael Viggo Fausbøll (1821-1908) per la lingua pāli. Fausbøll, bibliotecario dell'Università di Copenaghen intraprese per primo in Europa lo studio della lingua dei jātaka. Una volta riuscito a comprenderla, dopo la traduzione del Dhammapada nel 1855, riuscì a tradurli in venti anni, per un totale di sei volumi usciti dal 1875 al 1896. Da questa produzione ebbe inizio l'interesse inglese per la lingua pāli e la fondazione della Pali Text Society

## Elenco dei titoli

### Sezione Ekanipāta
1. Apaṇṇaka-Jātaka. 2. Vaṇṇupatha-Jātaka. 3. Serivāṇija-Jātaka. 4. Cullaka-Seṭṭhi-Jātaka. 5. Taṇḍulanāli-Jātaka. 6. Devadhamma-Jātaka. 7. Kaṭṭhahāri-Jātaka. 8. Gāmani-Jātaka. 9. Makhādeva-Jātaka. 10. Sukhavihāri-Jātaka. 11. Lakkhana-Jataka. 12. Nigrodhamiga-Jataka. 13. Kandina-Jataka. 14. Vatamiga-Jataka. 15. Kharadiya-Jataka. 16. Tipallatthamiga-Jataka. 17. Maluta-Jataka. 18. Matakabhatta-Jataka. 19. Ayacitabhatta-Jataka. 20. Nalapana-Jataka. 21. Kurunga-Jataka. 22. Kukkura-Jataka. 23. Bhojajaniya-Jataka. 24. Ajanna-Jataka. 25. Tittha-Jataka. 26. Mahilamukha-Jataka. 27. Abhinha-Jataka. 28. Nandivisala-Jataka. 29. Kanha-Jataka. 30. Munika-Jataka. 31. Kulavaka-Jataka. 32. Nacca-Jataka. 33. Sammodamana-Jataka. 34. Maccha-Jataka. 35. Vattaka-Jataka. 36. Sakuna-Jataka. 37. Tittira-Jataka. 38. Baka-Jataka. 39. Nanda-Jataka. 40. Khadirangara-Jataka. 41. Losaka-Jataka. 42. Kapota-Jataka. 43. Veluka-Jataka. 44. Makasa-Jataka. 45. Rohini-Jataka. 46. Aramadusaka-Jataka. 47. Varuni-Jataka. 48. Vedabbha-Jataka. 49. Nakkhatta-Jataka. 50. Dummedha-Jataka. 51. Mahasilava-Jataka. 52. Culajanaka-Jataka. 53. Punnapati-Jataka. 54. Phala-Jataka. 55. Pancavudha-Jataka. 56. Kancanakkhandha-Jataka. 57. Vanarinda-Jataka. 58. Tayodhamma-Jataka. 59. Bherivada-Jataka. 60. Samkhadhamana-Jataka. 61. Asatamanta-Jataka. 62. Andabhuta-Jataka. 63. Takka-Jataka. 64. Durajana-Jataka. 65. Anabhirati-Jataka. 66. Mudulakkhana-Jataka. 67. Ucchanga-Jataka. 68. Saketa-Jataka. 69. Visavanta-Jataka. 70. Kuddala-Jataka. 71. Varana-Jataka. 72. Silavanaga-Jataka. 73. Saccamkira-Jataka. 74. Rukkhadhamma-Jataka. 75. Maccha-Jataka. 76. Asamkiya-Jataka. 77. Mahasupina-Jataka. 78. Illisa-Jataka. 79. Kharassara-Jataka. 80. Bhimasena-Jataka. 81. Surapana-Jataka. 82. Mittavinda-Jataka. 83. Kalakanni-Jataka. 84. Atthassadvara-Jataka. 85. Kimpakka-Jataka. 86. Silavimamsana-Jataka. 87. Mamgala-Jataka. 88. Sarambha-Jataka. 89. Kuhaka-Jataka. 90. Akatannu-Jataka. 91. Litta-Jataka. 92. Mahasara-Jataka. 93. Vissasabhojana-Jataka. 94. Lomahamsa-Jataka. 95. Mahasudassana-Jataka. 96. Telapatta-Jataka. 97. Namasiddhi-Jataka. 98. Kutavanija-Jataka. 99. Parosahassa-Jataka. 100. Asatarupa-Jataka. 101. Parosata-Jataka. 102. Pannika-Jataka. 103. Veri-Jataka. 104. Mittavinda-Jataka. 105. Dubbalakattha-Jataka. 106. Udancani-Jataka. 107. Salittaka-Jataka. 108. Bahiya-Jataka. 109. Kundakapuva-Jataka. 110. Sabbasamharaka-Panha. 111. Gadrabha-Panha. 112. Amaradevi-Panha. 113. Sigala-Jataka. 114. Mitacinti-Jataka. 115. Anusasika-Jataka. 116. Dubbaca-Jataka. 117. Tittira-Jataka. 118. Vattaka-Jataka. 119. Akalaravi-Jataka. 120. Bandhanamokkha-Jataka. 121. Kusanali-Jataka. 122. Dummedha-Jataka. 123. Nangalisa-Jataka. 124. Amba-Jataka. 125. Katahaka-Jataka. 126. Asilakkhana-Jataka. 127. Kalanduka-Jataka. 128. Bilara-Jataka. 129. Aggika-Jataka. 130. Kosiya-Jataka. 131. Asampadana-Jataka. 132. Pancagaru-Jataka. 133. Ghatasana-Jataka. 134. Jhanasodhana-Jataka. 135. Candabha-Jataka. 136. Suvannahamsa-Jataka. 137. Babbu-Jataka. 138. Godha-Jataka. 139. Ubhatobhattha-Jataka. 140. Kaka-Jataka. 141. Godha-Jataka. 142. Sigala-Jataka. 143. Virocana-Jataka. 144. Nanguttha-Jataka. 145. Radha-Jataka. 146. Kaka-Jataka. 147. Puppharatta-Jataka. 148. Sigala-Jataka. 149. Ekapanna-Jataka. 150. Sanjiva-Jataka.

### Sezione Dukanipāta
151. Rajovada-Jataka. 152. Sigala-Jataka. 153. Sukara-Jataka. 154. Uraga-Jataka. 155. Gagga-Jataka. 156. Alina-Citta-Jataka. 157. Guna-Jataka. 158. Suhanu-Jataka. 159. Mora-Jataka. 160. Vinilaka-Jataka. 161. Indasamanagotta-Jataka. 162. Santhava-Jataka. 163. Susima-Jataka. 164. Gijjha-Jataka. 165. Nakula-Jataka. 166. Upasalha-Jataka. 167. Samiddhi-Jataka. 168. Sakunagghi-Jataka. 169. Araka-Jataka. 170. Kakantaka-Jataka. 171. Kalyana-Dhamma-Jataka. 172. Daddara-Jataka. 173. Makkata-Jataka. 174. Dubhiya-Makkata-Jataka. 175. Adiccupatthana-Jataka. 176. Kalaya-Mutthi-Jataka. 177. Tinduka-Jataka. 178. Kacchapa-Jataka. 179. Satadhamma-Jataka. 180. Duddada-Jataka. 181. Asadisa-Jataka. 182. Samgamavacara-Jataka. 183. Valodaka-Jataka. 184. Giridanta-Jataka. 185. Anabhirati-Jataka. 186. Dadhi-Vahana-Jataka. 187. Catumatta-Jataka. 188. Sihakotthuka-Jataka. 189. Sihacamma-Jataka. 190. Silanisamsa-Jataka. 191. Ruhaka-Jataka. 192. Siri-Kalakanni-Jataka. 193. Culla-Paduma-Jataka. 194. Manicora-Jataka. 195. Pabbatupatthara-Jataka. 196. Valahassa-Jataka. 197. Mittamitta-Jataka. 198. Radha-Jataka. 199. Gahapati-Jataka. 200. Sadhusila-Jataka. 201. Bandhanagara-Jataka. 202. Keli-Sila-Jataka. 203. Khandha-Vatta-Jataka. 204. Viraka-Jataka. 205. Gangeyya-Jataka. 206. Kurunga-Miga-Jataka. 207. Assaka-Jataka. 208. Sumsumara-Jataka. 209. Kakkara-Jataka. 210. Kandagalaka-Jataka. 211. Somadatta-Jataka. 212. Ucchittha-Bhatta-Jataka. 213. Bharu-Jataka. 214. Punna-Nadi-Jataka. 215. Kacchapa-Jataka. 216. Maccha-Jataka. 217. Seggu-Jataka. 218. Kuta-Vanija-Jataka. 219. Garahita-Jataka. 220. Dhammaddhaja-Jataka. 221. Kasava-Jataka. 222. Cula-Nandiya-Jataka. 223. Puta-Bhatta-Jataka. 224. Kumbhila-Jataka. 225. Khanti-Vannana-Jataka. 226. Kosiya-Jataka. 227. Gutha-Pana-Jataka. 228. Kamanita-Jataka. 229. Palayi-Jataka. 230. Dutiya-Palayi-Jataka. 231. Upahana-Jataka. 232. Vina-Thuna-Jataka. 233. Vikannaka-Jataka. 234. Asitabhu-Jataka. 235. Vaccha-Nakha-Jataka. 236. Baka-Jataka. 237. Saketa-Jataka. 238. Ekapada-Jataka. 239. Harita-Mata-Jataka. 240. Maha-Pingala-Jataka. 241. Sabba-Datha-Jataka. 242. Sunakha-Jataka. 243. Guttila-Jataka. 244. Viticcha-Jataka. 245. Mula-Pariyaya-Jataka. 246. Telovada-Jataka. 247. Padanjali-Jataka. 248. Kimsukopama-Jataka. 249. Salaka-Jataka. 250. Kapi-Jataka.

### Sezione Tikanipāta
251. Samkappa-Jataka. 252. Tila-Mutthi-Jataka. 253. Mani-Kantha-Jataka. 254. Kundaka-Kucchi-Sindhava-Jataka. 255. Suka-Jataka. 256. Jarudapana-Jataka. 257. Gamani-Canda-Jataka. 258. Mandhatu-Jataka. 259. Tirita-Vaccha-Jataka. 260. Duta-Jataka. 261. Paduma-Jataka. 262. Mudu-Pani-Jataka. 263. Culla-Palobhana-Jataka. 264. Maha-Panada-Jataka. 265. Khurappa-Jataka. 266. Vatagga-Sindhava-Jataka. 267. Kakkata-Jataka. 268. Arama-Dusa-Jataka. 269. Sujata-Jataka. 270. Uluka-Jataka. 271. Udapana-Dusaka-Jataka. 272. Vyaggha-Jataka. 273. Kacchapa-Jataka. 274. Lola-Jataka. 275. Rucira-Jataka. 276. Kurudhamma-Jataka. 277. Romaka-Jataka. 278. Mahisa-Jataka. 279. Satapatta-Jataka. 280. Puta-Dusaka-Jataka. 281. Abbhantara-Jataka. 282. Seyya-Jataka. 283. Vaddhaki-Sukara-Jataka. 284. Siri-Jataka. 285. Mani-Sukara-Jataka. 286. Saluka-Jataka. 287. Labha-Garaha-Jataka. 288. Macch-Uddana-Jataka. 289. Nana-Cchanda-Jataka. 290. Sila-Vimamsa-Jataka. 291. Bhadra-Ghata-Jataka. 292. Supatta-Jataka. 293. Kaya-Vicchinda-Jataka. 294. Jambu-Khadaka-Jataka. 295. Anta-Jataka. 296. Samudda-Jataka. 297. Kama-Vilapa-Jataka. 298. Udumbara-Jataka. 299. Komaya-Putta-Jataka. 300. Vaka-Jataka. 301. Cullakalinga-Jataka. 302. Mahaassaroha-Jataka. 303. Ekaraja-Jataka. 304. Daddara-Jataka. 305. Silavimamsana-Jataka. 306. Sujata-Jataka. 307. Palasa-Jataka. 308. Javasakuna-Jataka. 309. Chavaka-Jataka. 310. Sayha-Jataka. 311. Pucimanda-Jataka. 312. Kassapamandiya-Jataka. 313. Khantivadi-Jataka. 314. Lohakumbhi-Jataka. 315. Mamsa-Jataka. 316. Sasa-Jataka. 317. Matarodana-Jataka. 318. Kanavera-Jataka. 319. Tittira-Jataka. 320. Succaja-Jataka. 321. Kutidusaka-Jataka. 322. Daddabha-Jataka. 323. Brahmadatta-Jataka. 324. Cammasataka-Jataka. 325. Godha-Jataka. 326. Kakkaru-Jataka. 327. Kakati-Jataka. 328. Ananusociya-Jataka. 329. Kalabahu-Jataka. 330. Silavimamsa-Jataka. 331. Kokalika-Jataka. 332. Rathalatthi-Jataka. 333. Godha-Jataka. 334. Rajovada-Jataka. 335. Jambuka-Jataka. 336. Brahachatta-Jataka. 337. Pitha-Jataka. 338. Thusa-Jataka. 339. Baveru-Jataka. 340. Visayha-Jataka. 341. Kandari-Jataka. 342. Vanara-Jataka. 343. Kuntani-Jataka. 344. Ambacora-Jataka. 345. Gajakumbha-Jataka. 346. Kesava-Jataka. 347. Ayakuta-Jataka. 348. Aranna-Jataka. 349. Sandhibheda-Jataka. 350. Devatapanha-Jataka. 351. Manikundala-Jataka. 352. Sujata-Jataka. 353. Dhonasakha-Jataka. 354. Uraga-Jataka. 355. Ghata-Jataka. 356. Karandiya-Jataka. 357. Latukika-Jataka. 358. Culladhammapala-Jataka. 359. Suvannamiga-Jataka. 360. Sussondi-Jataka. 361. Vannaroha-Jataka. 362. Silavimamsa-Jataka. 363. Hiri-Jataka. 364. Khajjopanaka-Jataka. 365. Ahigundika-Jataka. 366. Gumbiya-Jataka. 367. Saliya-Jataka. 368. Tacasara-Jataka. 369. Mittavinda-Jataka. 370. Palasa-Jataka. 371. Dighitikosala-Jataka. 372. Migapotaka-Jataka. 373. Musika-Jataka. 374. Culladhanuggaha-Jataka. 375. Kapota-Jataka. 376. Avariya-Jataka. 377. Setaketu-Jataka. 378. Darimukha-Jataka. 379. Neru-Jataka. 380. Asanka-Jataka. 381. Migalopa-Jataka. 382. Sirikalakanni-Jataka. 383. Kukkuta-Jataka. 384. Dhammaddhaja-Jataka. 385. Nandiyamiga-Jataka. 386. Kharaputta-Jataka. 387. Suci-Jataka. 388. Tundila-Jataka. 389. Suvannakakkata-Jataka. 390. Mayhaka-Jataka. 391. Dhajavihetha-Jataka. 392. Bhisapuppha-Jataka. 393. Vighasa-Jataka. 394. Vattaka-Jataka. 395. Kaka-Jataka. 396. Kukku-Jataka. 397. Manoja-Jataka. 398. Sutano-Jataka. 399. Gijjha-Jataka. 400. Dabbhapuppha-Jataka. 401. Dasannaka-Jataka. 402. Sattubhasta-Jataka. 403. Atthisena-Jataka. 404. Kapi-Jataka. 405. Bakabrahma-Jataka. 406. Gandhara-Jataka. 407. Mahakapi-Jataka. 408. Kumbhakara-Jataka. 409. Dalhadhamma-Jataka. 410. Somadatta-Jataka. 411. Susima-Jataka. 412. Kotisimbali-Jataka. 413. Dhumakari-Jataka. 414. Jagara-Jataka. 415. Kummasapinda-Jataka. 416. Parantapa-Jataka. 417. Kaccani-Jataka. 418. Atthasadda-Jataka. 419. Sulasa-Jataka. 420. Sumangala-Jataka. 421. Gangamala-Jataka. 422. Cetiya-Jataka. 423. Indriya-Jataka. 424. Aditta-Jataka. 425. Atthana-Jataka. 426. Dipi-Jataka. 427. Gijjha-Jataka. 428. Kosambi-Jataka. 429. Mahasuka-Jataka. 430. Cullasuka-Jataka. 431. Harita-Jataka. 432. Padakusalamanava-Jataka. 433. Lomasakassapa-Jataka. 434. Cakkavaka-Jataka. 435. Haliddiraga-Jataka. 436. Samugga-Jataka. 437. Putimamsa-Jataka. 438. Tittira-Jataka. 439. Catu-Dvara-Jataka. 440. Kanha-Jataka. 441. Catu-Posathika-Jataka. 442. Samkha-Jataka. 443. Culla-Bodhi-Jataka. 444. Kanhadipayana-Jataka. 445. Nigrodha-Jataka. 446. Takkala-Jataka. 447. Maha-Dhamma-Pala-Jataka. 448. Kukkuta-Jataka. 449. Matta-Kundali-Jataka. 450. Bilari-Kosiya-Jataka. 451. Cakka-Vaka-Jataka. 452. Bhuri-Panha-Jataka. 453. Maha-Mangala-Jataka. 454. Ghata-Jataka. 455. Mati-Posaka-Jataka. 456. Junha-Jataka. 457. Dhamma-Jataka. 458. Udaya-Jataka. 459. Paniya-Jataka. 460. Yuvanjaya-Jataka. 461. Dasaratha-Jataka. 462. Samvara-Jataka. 463. Supparaka-Jataka. 464. Culla-Kunala-Jataka. 465. Bhadda-Sala-Jataka. 466. Samudda-Vanija-Jataka. 467. Kama-Jataka. 468. Janasandha-Jataka. 469. Maha-Kanha-Jataka. 470. Kosiya-Jataka. 471. Mendaka-Jataka. 472. Maha-Paduma-Jataka. 473. Mittamitta-Jataka. 474. Amba-Jataka. 475. Phandana-Jataka. 476. Javana-Hamsa-Jataka. 477. Culla-Narada-Jataka. 478. Duta-Jataka. 479. Kalinga-Bodhi-Jataka. 480. Akitta-Jataka. 481. Takkariya-Jataka. 482. Ruru-Jataka. 483. Sarabha-Miga-Jataka. 484. Salikedara-Jataka. 485. Canda-Kinnara-Jataka. 486. Maha-Ukkusa-Jataka. 487. Uddalaka-Jataka. 488. Bhisa-Jataka. 489. Suruci-Jataka. 490. Panc-Uposatha-Jataka. 491. Maha-Mora-Jataka. 492. Taccha-Sukara-Jataka. 493. Maha-Vanija-Jataka. 494. Sadhina-Jataka. 495. Dasa-Brahmana-Jataka. 496. Bhikkha-Parampara-Jataka. 497. Matanga-Jataka. 498. Citta-Sambhuta-Jataka. 499. Sivi-Jataka. 500. Sirimanda-Jataka. 501. Rohanta-Miga-Jataka. 502. Hamsa-Jataka. 503. Sattigumba-Jataka. 504. Bhallatiya-Jataka. 505. Somanassa-Jataka. 506. Campeyya-Jataka. 507. Maha-Palobhana-Jataka. 508. Panca-Pandita-Jataka. 509. Hatthi-Pala-Jataka. 510. Ayoghara-Jataka. 511. Kimchanda-Jataka. 512. Kumbha-Jataka. 513. Jayaddisa-Jataka. 514. Chaddanta-Jataka. 515. Sambhava-Jataka. 516. Mahakapi-Jataka. 517. Dakarakkhasa-Jataka see Mahaummagga-Jataka. 518. Pandara-Jataka. 519. Sambula-Jataka. 520. Gandatindu-Jataka. 521. Tesakuna-Jataka. 522. Sarabhanga-Jataka. 523. Alambusa-Jataka. 524. Samkhapala-Jataka. 525. Culla-Sutasoma-Jataka. 526. Nalinika-Jataka. 527. Ummadanti-Jataka. 528. Mahabodhi-Jataka. 529. Sonaka-Jataka. 530. Samkicca-Jataka. 531. Kusa-Jataka. 532. Sona-Nanda-Jataka. 533. Culla-Hamsa-Jataka. 534. Maha-Hamsa-Jataka. 535. Sudhabhojana-Jataka. 536. Kunala-Jataka. 537. Maha-Sutasoma-Jataka. 538. Muga-Pakkha-Jataka. 539. Mahajanaka-Jataka. 540. Sama-Jataka. 541. Nimi-Jataka. 542. Khandahala-Jataka. 543. Bhuridatta-Jataka. 544. Mahanaradakassapa-Jataka. 545. Vidhurapandita-Jataka. 546. Maha-Ummagga-Jataka. 547. Vessantara-Jataka.